# Italia's Got Veramente Talent?
Italia's Got Veramente Talent? è un talk show comico in onda subito dopo la puntata live di Italia's Got Talent (così come avviene ad X Factor con Xtra Factor) condotto da Rocco Tanica e Lucilla Agosti, i quali giocano e scherzano con i giudici del programma in studio. Va in onda su Sky Uno per la durata di un'ora circa venendo trasmesso subito dopo le due semifinali e prima della finale del talent show.
| Puntata | Data           | Telespettatori | Share |
| ------- | -------------- | -------------- | ----- |
| 1       | 30 aprile 2015 | 271.593        | N.D.  |
| 2       | 7 maggio 2015  | 142.097        | N.D.  |
| 3       | 14 maggio 2015 | 348.741        | N.D.  |